# Milwaukee Hawks 1954-1955
La stagione 1954-55 dei Milwaukee Hawks fu la 6ª nella NBA per la franchigia.
I Milwaukee Hawks arrivarono quarti nella Western Division con un record di 26-46, non qualificandosi per i play-off.

## Roster
| N°    | Naz.                   | Ruolo | Sportivo          | Anno | Alt. | Peso |
| ----- | ---------------------- | ----- | ----------------- | ---- | ---- | ---- |
| 3     | Stati Uniti (bandiera) | GA    | Bill Calhoun      | 1927 | 191  | 82   |
| 4     | Stati Uniti (bandiera) | G     | Fred Diute        | 1929 | 191  | 95   |
| 4     | Stati Uniti (bandiera) | AC    | Alex Hannum       | 1923 | 201  | 95   |
| 4     | Stati Uniti (bandiera) | GA    | Ken McBride       | 1929 | 191  | 86   |
| 5     | Stati Uniti (bandiera) | C     | Chuck Share       | 1927 | 211  | 107  |
| 6     | Stati Uniti (bandiera) | G     | Phil Martin       | 1928 | 191  | 86   |
| 6     | Stati Uniti (bandiera) | G     | Carl McNulty      | 1930 | 191  | 84   |
| 7     | Stati Uniti (bandiera) | G     | Bob Harrison      | 1927 | 185  | 86   |
| 8     | Stati Uniti (bandiera) | G     | Ronnie MacGilvray | 1930 | 188  | 84   |
| 9     | Stati Uniti (bandiera) | AC    | Bob Pettit        | 1932 | 206  | 93   |
| 10    | Stati Uniti (bandiera) | GA    | Frank Saul        | 1924 | 188  | 84   |
| 12    | Stati Uniti (bandiera) | AC    | Lew Hitch         | 1929 | 203  | 91   |
| 12    | Stati Uniti (bandiera) | G     | Bobby Watson      | 1930 | 183  | 73   |
| 13    | Stati Uniti (bandiera) | AC    | George Ratkovicz  | 1922 | 198  | 100  |
| 13-28 | Stati Uniti (bandiera) | GA    | Frank Selvy       | 1932 | 191  | 82   |
| 15    | Stati Uniti (bandiera) | A     | Chuck Cooper      | 1926 | 196  | 95   |

## Staff tecnico
- Allenatore: Red Holzman